# Khombole
Khombole ist eine städtische Gemeinde (commune) im Département Thiès in der Region Thiès, gelegen im zentralen Westen des Senegal.

## Geographische Lage
Khombole liegt im Erdnussbecken Senegals, 25 Kilometer östlich der Regional- und Départementspräfektur Thiès und 81 Kilometer östlich von Dakar., auf halber Strecke zwischen den Städten Thiès und Bambey und  nicht weit von der Grenze zur Region Diourbel entfernt. Das Stadtgebiet hat eine Fläche von 6,467 km². Benachbarte Kommunen sind im Uhrzeigersinn Thiénaba im Westen, Touba Toul im Norden und Osten und im Süden Ndiéyène Sirah.
Die Stadtgrenze reicht jeweils bis knapp an die umgebenden Dörfer heran, die allesamt von den drei Nachbargemeinden verwaltet werden. So hat Khombole kaum Flächen zur Stadterweiterung für die stark wachsende Bevölkerung. Gleiches gilt für die anderen alten Städte der Region Thiès, die alle nur über ein knapp bemessenes und dicht bevölkertes Stadtgebiet verfügen und durch die Umlandgemeinden in ihrer Entwicklung behindert werden. Eine kommunale Neugliederung, wie sie im Jahr 2021 in der Region Dakar im Rahmen der Errichtung des Départements Keur Massar stattgefunden hat, steht auch für die Gemeinden der Region Thiès in der öffentlichen Diskussion.

## Geschichte
Die französische Kolonialverwaltung gründete 1907 eine städtische Ansiedlung und nannte sie nach dem hier liegenden Dorf Khombole. Am 23. April 1908 wurde der Bahnhof eröffnet, der hauptsächlich als Umschlagplatz für den Transport der Erdnussernte nach Rufisque und Dakar diente. Verschiedene französische Unternehmen siedelten sich hier an und dies führte ab 1909 zur Errichtung neuer Stadtviertel, deren Straßenzüge schachbrettartig parallel bzw. rechtwinklig zur Bahntrasse verlaufen. 
Den Status einer Stadt (commune mixte) erlangte Khombole am 25. September 1925. Im selben Jahr wurde eine Moschee errichtet. Seit 1966 hat Khombole den rechtlichen Status einer städtischen Gemeinde (commune) im Sinne des Gesetzes Nr. 66-64 vom 30. Juni 1966 betreffend die kommunale Selbstverwaltung.

## Bevölkerung
Die letzten Volkszählungen ergaben für die Stadt jeweils folgende Einwohnerzahlen:
| Jahr | Einwohner |
| ---- | --------- |
| 1988 | 9.437     |
| 2002 | 11.574    |
| 2013 | 15.587    |
| 2023 | 20.321    |

## Verkehr
Khombole liegt an der Nationalstraße N 3. Diese verbindet den wichtigen Verkehrsknotenpunkt Thiès im Westen über Khombole mit Bambey, Diourbel, Mbacké, Touba, Linguère, Ranérou, Ourossogui und Matam im Osten des Landes und mit der Grenze zu Mauretanien am Ufer des Senegal. Die N3 verläuft Seite an Seite mit der Bahnstrecke Dakar–Niger, die für den Güterverkehr im Erdnussbecken und mit dem Nachbarland Mali von Bedeutung ist, durch das Stadtgebiet.
Nördlich der Stadt, zwischen Khombole und Touba Toul, besteht über die Anschlussstelle 3 Khombole eine Zufahrt zur mautpflichtigen Autoroute 2.

## Städtepartnerschaften
- Pontedera, Italien, seit 2003

## Persönlichkeiten
- Mamadou Dia (1910–2009), Premierminister Senegals 1960 bis 1962